# Curación del hijo de un funcionario real

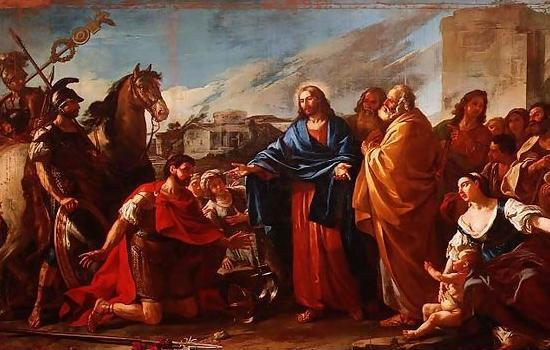

La curación del hijo de un funcionario real es uno de los  milagros atribuidos a Jesús relatado en el evangelio de Juan (4; 46-54) inmediatamente después del pasaje conocido como la revelación de Jesús a la samaritana. Este pasaje es conocido como el segundo signo de Jesús, siendo el primer signo el milagro de la curación del criado del centurión.

## Texto bíblico
- Según  san Juan (4; 46-54)

Entonces vino de nuevo a Caná de Galilea, donde había convertido el agua en vino. Había allí un funcionario real, cuyo hijo estaba enfermo en Cafarnaún, el cual, al oír que Jesús venía de Judea hacia Galilea, se le acercó para rogarle que bajase y curara a su hijo, porque estaba a punto de morir. Jesús le dijo: —Si no veis signos y prodigios, no creéis. Le respondió el funcionario real: —Señor, baja antes de que se muera mi hijo. Jesús le contestó: —Vete, tu hijo está vivo. Aquel hombre creyó en la palabra que Jesús le dijo y se marchó. Mientras bajaba, sus siervos le salieron al encuentro diciendo que su hijo estaba vivo. Les preguntó la hora en que empezó a mejorar. Le respondieron: —Ayer a la hora séptima le dejó la fiebre. Entonces el padre cayó en la cuenta de que precisamente en aquella hora Jesús le había dicho: «Tu hijo está vivo». Y creyó él y toda su casa. Este segundo signo lo hizo Jesús cuando vino de Judea a Galilea.

## Interpretación de la Iglesia católica
En esta primera sección Juan ha querido narrar los milagros de Jesús en Caná de Galilea. En el primero de ellos, el prodigio hizo surgir la fe en Él (cfr 2,1-11); en este segundo, el funcionario real —quizá un pagano de la corte de Herodes Antipas— cree en la palabra de Jesús antes de ver el milagro. Aunque imperfecta, la fe del funcionario había sido suficiente para recorrer los 33 km que separan Cafarnaún de Caná; y, no obstante su elevada posición, se había acercado al Señor pidiendo ayuda. A Jesús le agrada la perseverancia y la humildad de este hombre. Los Santos Padres comparan este milagro al del siervo del centurión (Mt 8,5-13; Lc 7,1-10), resaltando la fe sorprendente que desde el primer momento manifiesta el oficial romano, en contraste con la imperfecta fe inicial de este funcionario de Cafarnaún. san Juan Crisóstomo comenta: «Allí [en el caso del centurión romano], la fe era ya robusta, por eso Jesús prometió ir para que nosotros aprendamos la devoción de aquel hombre; aquí la fe era todavía imperfecta, y no sabía con claridad que Jesús podía curar estando lejos: así que el Señor, negándose a bajar, quiso con esto enseñar a tener fe». El Señor pide que la fe en Él no busque en primer lugar milagros, sino que sea aceptación de sus palabras. Los milagros son una llamada a la fe y un motivo de credibilidad. En nuestro tiempo, en el que también se dan milagros, éstos son un signo de la misericordia de Dios y una llamada a confiar en su poder.